# ثورة الحسين الفخي
ثورة الحسين بن علي الفخي (169هـ / 786م) هي ثورة قادها الحُسين بن علي الفخِّي على الخلافة العباسية في خلافة موسى الهادي، وانتهت بمقتله في معركة فخ بالقرب من مكة يوم التروية 8 ذي الحجَّة سنة 169هـ / 10 يونيو 786م.

## خلفية الثورة

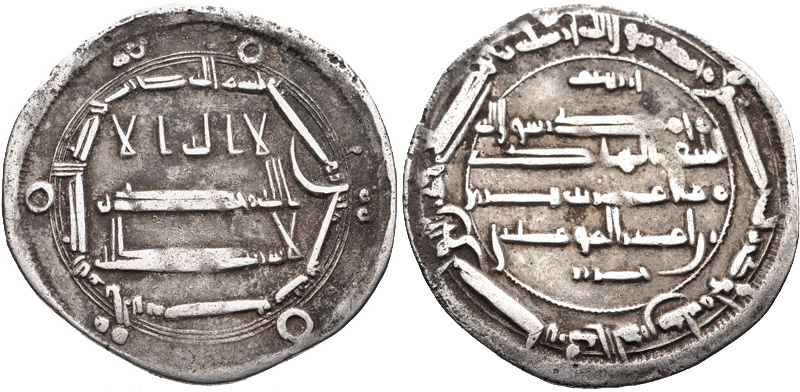
درهمٌ فضيٌّ عبَّاسيٌّ في خلافة موسى الهادي (حكم 169 – 170هـ / 785 – 786م).

في سنة 169هـ / 786م، تولى موسى الهادي الخلافة، ومن قرارته، تعيين عمر بن عبد العزيز بن عبد الله بن عمر بن الخطاب واليًا على المدينة المنورة. بدأ الوالي الجديد في اتخاذ إجراءات صارمة مثل اعتقال وجلد بعض الأشخاص بتهمة الشُّرب، ومن بينهم الحسن بن محمد بن عبد الله المحض، المعروف بأبي الزفت، ومسلم بن جندب الشاعر الهذلي، وعمر بن سلَّام مولى آل عمر، فضربوا جميعًا وجعل في أعناقهم حبال، وطيف بهم في المدينة. بعد هذه الأحداث، تدخل الحسين بن علي معترضًا على تصرفات الوالي قائلًا: «قد ضربتهم ولم يكن لك أن تضربهم لأن أهل العراق لا يرون به بأسأن فلم تطوف بهم»، فغضب الوالي وأمر بردهم في السجن. تدخل الحسين بن علي وقريبه يحيى بن عبد الله المحض، وكفلا الحسن بن محمد، فأخرجه الوالي العُمري من الحبس، وكان قد ضمن بعض آل أبي طالب بعضًا، غير أن الحسن بن محمد غاب عن العرض يومين، فاستدعى الوالي الحسين بن علي ويحيى بن عبد الله مُحتجًا وسألهما عنه، ثم أغلظ عليهما القول، فحلف له يحيى أنه لن ينام حتى يأتيه به، أو يدق عليه باب داره حتى يجيء به. بعد خروج الحسين بن علي من عنده قال ليحيى: «سبحان الله! ما دعاك إلى هذا ومن أين تجد حسنًا حلفت له بشيء لا تقدر عليه.»، فرد عليه يحيى: «والله لا منت حتى أضرب عليه باب داره بالسيف»، فقال الحسين: «إن هذا ينقض ما كان بيننا وبين أصحابنا في الميعاد»، ثم عقدا العزم على الثَّورة ضد الوالي.

## اندلاع الثورة

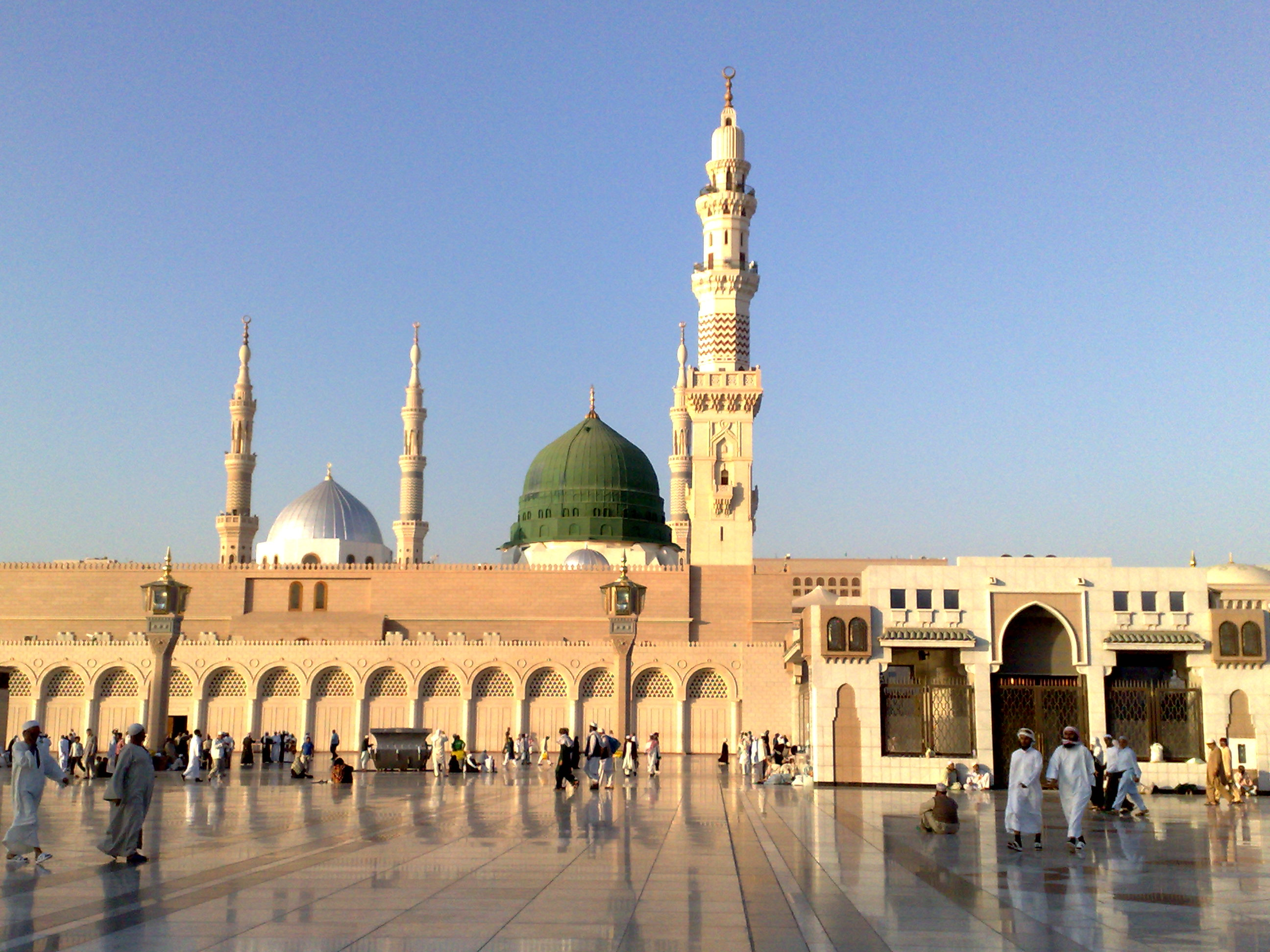
صورة حديثة تظهر المسجد النَّبوي في المدينة المنورة، حيث تحصَّن بها الحُسين بن علي الفخِّي وأصحابه طيلة أحد عشر يومًا لمُحاربة العبَّاسيين.

في الليلة التالية من خروج الحسين بن علي ويحيى بن عبد الله الحسنيَّان من عند الوالي، توجه الحسين ومعه يحيى مع أصحابه نحو الوالي، فضربوا على باب داره ولم يجدوه، ثم قرروا تركه ودخول المسجد النبوي وقت صلاة الفجر. بعد صلاة الصبح، تجمع الناس حول الحسين وبايعوه على كتاب الله وسنة نبيه للمرتضى من آل مُحمَّد. حين علم المسؤولون العبَّاسيون في المدينة بهذا التحرُّك، توافد نحو 200 من الجند بقيادة خالد البريدي ومعه الوالي العمري، ووزير بن إسحاق الأزرق، ومحمد بن واقد الشروي لمحاصرة الحسين وأصحابه في المسجد النبوي. اشتبك الجانبان في معركة داخل المسجد، فأصيب خالد البريدي بقطع أنفه من يحيى بن عبد الله، وقام إدريس بن عبد الله بصرعه وقتله. تمكن الحسين وأصحابه من هزيمة الجنود العبَّاسيين والاستيلاء على بيت المال في المدينة، والذي احتوى على بضعة عشر آلاف دينار، وقيل سبعون ألفًا، ثم أغلق أهل المدينة أبوابهم.
بعد يوم من تلك الأحداث، اجتمع أنصار بني العبَّاس وقاتلوا العلويين الثَّائرين، وانضم مبارك التُّركي لدعم أنصار العبَّاسيين وكان حاجًا، فاقتتل الفريقين حتى منتصف النهار وتفرَّقوا، ورجع أصحاب الحسين إلى المسجد، بينما واعد مباركًا التركي الناس الرواح إلى القتال، وقيل أن مباركًا قال له: «والله لأن أسقط من السماء فتخطفني الطير أيسر علي من أن تشوكك شوكة أو أقطع من رأسك شعرة ولكن لا بد من الأعذار فتبيتني فإلي منهزم عنك»، والتقى بهم في وقعة، لينهزم مباركًا مع أنصار العبَّاسيين.

## معركة فخ

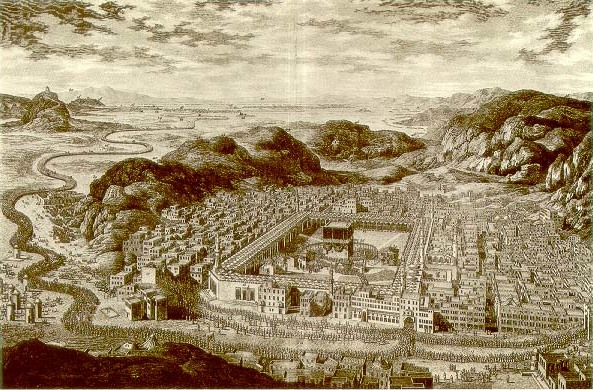
مكَّة المُكرَّمة وضواحيها قرابة عام 1778م.

بعد سيطرتهم على المدينة المنورة لمدة أحد عشر يومًا، قرر الحسين بن علي وأصحابه مغادرة المدينة والتوجه نحو مكة في 6 ذي القعدة سنة 169هـ / 9 مايو 786م، قائلًا لأهل المدينة وذامًا لهم لعدم نصرته: «يا أهل المدينة! لا خلف الله عليكم بخير»، فأجابه أهل المدينة: «بل أنت لا خلف الله عليه ولا ردّك علينا!». عند وصولهم إلى مكة، أطلق الحسين نداءً لتحرير العبيد الذين انضموا إليه، قائلًا: «أيما عبد أتانا فهو حر»، مما زاد من عدد أتباعه. وصلت الأخبار إلى الخليفة موسى الهادي، وكان قد حج في تلك السنة مع أمراء كبار من البيت العبَّاسي، مثل سليمان بن المنصور، ومحمَّد بن سُليمان، والعبَّاس بن مُحمَّد، وغيرهم، فكتب الهادي إلى الأمير محمد بن سُليمان بتولي حرب العلويين الثَّائرين، فسار مع السلاح والجند الذين جاؤوا بهم سابقًا لحماية قافلة الحج، وكانوا قد أحرموا بعمرة، فلما قدموا مكَّة، طافوا بالبيت العتيق، ثم عسكروا بذي طوى، وانضم إليهم من أكمل حجه، من أنصار العبَّاسيين ومواليهم وقاداتهم.
نشبت المعركة في يوم التروية، أي 8 ذي الحجَّة سنة 169هـ / 10 يونيو 786م، في منطقة فخ بالقرب من مكة. فقتل الحسين في المعركة، وجاء رجل من الخُراسانيَّة يقول: «البشرى، البشرى، هذا رأس الحسين!»، فأخرجه وبجبهته ضربة طُولى، وقُتل أيضًا الحسن بن محمد، المعروف بأبو الزفت، واستمر تعداد القتلى من أنصار الحسين الفخِّي، حتى بلغوا نحو 100 قتيل، وحُزت رؤوسهم جميعًا. كانت في المعركة زينب أخت الحسين الفخِّي، فأخذت وتُركت عند الأميرة زينب بنت سليمان حفاظًا عليها. غضب الهادي من مقتل أبو الزفت العلوي، وغضب على عيسى بن موسى لكونه من قتله بعد أن أُخذ له بالأمان، فصادر أمواله ولم تزل بيده حتى مات، ثم غضب على مُبارك التركي، وأخذ ماله أيضًا، وجعله سائس الدواب حتى وفاة الهادي. أُتي للخليفة الهادي بستة أسرى، فقتل بعضهم، واستبقى البعض الآخر. وجيء للهادي برأس الحُسين الفخِّي مع مجموعة من رؤوس أنصاره، فقال مستنكرًا وحزينًا: «كأنكم قد جئتم برأس طاغوت من الطواغيت!» وأمر بعدم مكافأة الجنود الذين قتلوا الحسين وأصحابه.

## ما بعد المعركة
بعد مقتل الحسين الفخِّي وأصحابه، تمكن إدريس بن عبد الله من الفرار إلى مصر، إذ وجد دعمًا من الوالي واضح مولى صالح المسكين بن المنصور. ساعده واضح على الهروب إلى المغرب، حيث استقر في مدينة وليلي في طنجة، مُؤسسًا إمارة علويَّة في المنطقة. عندما علم الهادي بالأمر، أمر بقتل واضح، وقيل إن هارون الرَّشيد هو من أمر بقتله لاحقًا. دس الرشيد شخصًا يُدعى الشماخ اليمامي لاغتيال إدريس بن عبد الله. تظاهر الشماخ بأنه من أنصار إدريس، واستغل ثقته به ليدس له السم في دواء للأسنان، مما أدى إلى وفاة إدريس. بعد وفاة إدريس، خلفه ابنه إدريس الثاني مُؤسسًا سلالة حكمت المنطقة لعدة سنوات.

### فهرس المنشورات
1. 1 2 3 4  ابن الأثير (2005)، ص. 855.
2. 1 2  ابن الأثير (2005)، ص. 855-856.

### معلومات المنشورات كاملة
الكتب مرتبة حسب تاريخ النشر
- ابن الأثير الجزري (2005)، الكامل في التاريخ، مراجعة: أبو صهيب الكرمي، عَمَّان: بيت الأفكار الدولية، OCLC:122745941، QID:Q123225171